# Marguerite Moreno
Pour les articles homonymes, voir Moreno.

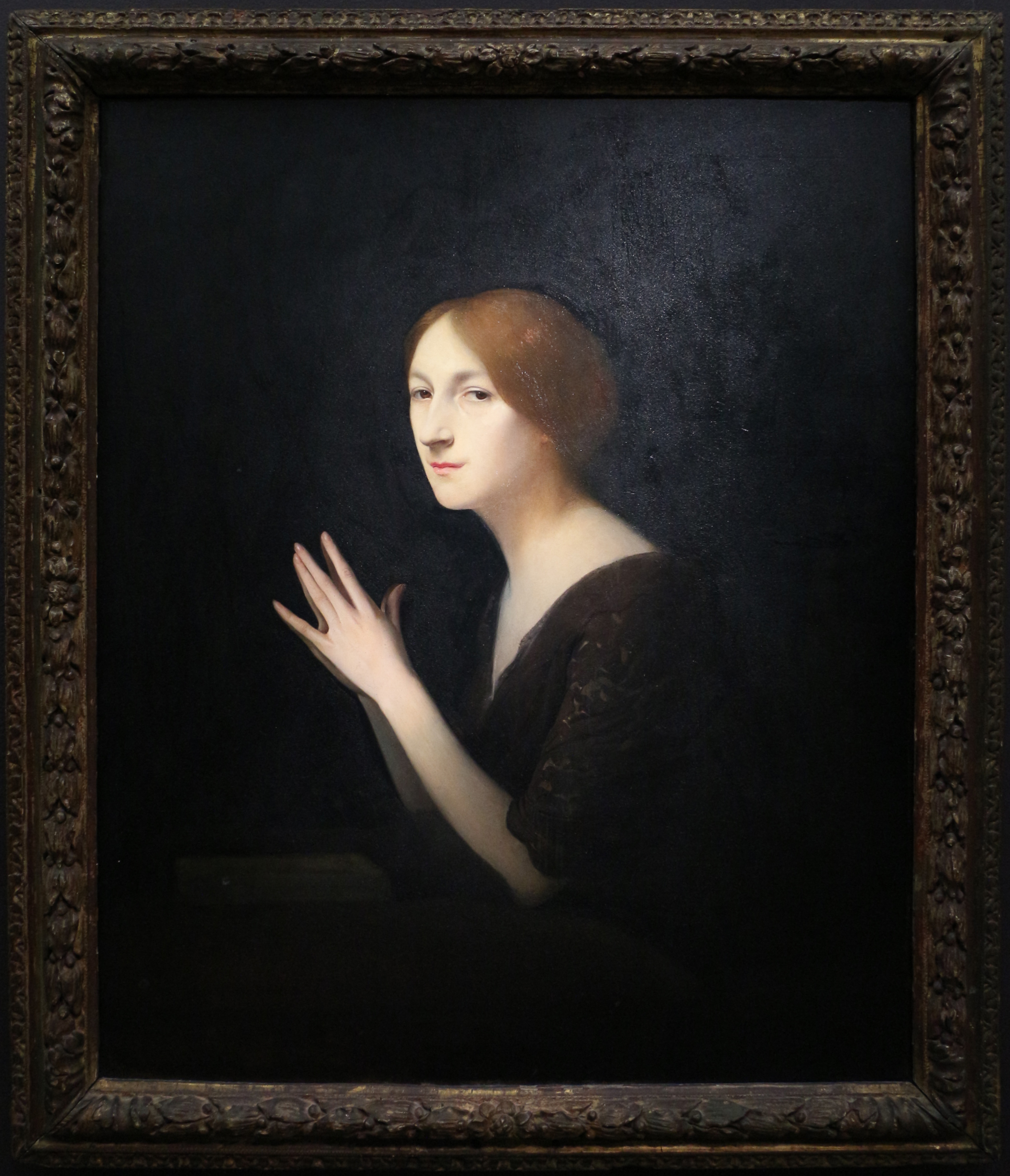
Joseph Granié, Marguerite Moreno (vers 1899), Paris, musée d'Orsay.

Marguerite Moreno, nom de scène de Lucie Marie Marguerite Monceau, est une actrice française née le 15 septembre 1871 dans le 9e arrondissement de Paris et morte le 14 juillet 1948 à Touzac (Lot).

## Biographie

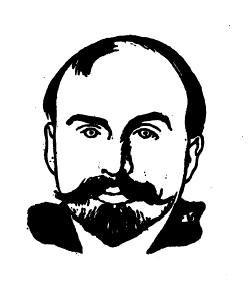
Marcel Schwob, premier mari de Marguerite Moreno, par Félix Valloton (vers 1898).

Fille de Pierre Monceau, professeur de mathématiques, et de Charlotte Lucie Moreno, Marguerite Moreno étudie en pension à Paris et en Bretagne, puis elle entre au Conservatoire de Paris dans la classe de Gustave Worms. Engagée à la Comédie-Française en 1890, elle côtoie sur scène Charles Le Bargy, Mounet-Sully, Julia Bartet, Coquelin cadet, Paul Mounet. Elle est alors « la muse des symbolistes ». Elle crée Le Voile de Georges Rodenbach en 1893 et dit des vers à la demande de Robert de Montesquiou pour l'inauguration du Monument à Marceline Desbordes-Valmore à Douai en 1896. Le peintre Lucien Lévy-Dhurmer et le sculpteur Jean Dampt fixent ses traits spirituels et sa coiffure en bandeaux typique de la fin de siècle ainsi que son costume de béguine de Bruges dans la pièce de Rodenbach. Confidente de Stéphane Mallarmé, elle ne parvient pourtant pas à le convaincre de monter Hérodiade. C'est elle qui organise en 1898 les funérailles du poète à l'église et au cimetière de Samoreau près la Seine où il avait une maison de campagne. Après avoir été la maîtresse de Catulle Mendès, elle épouse en Angleterre, le 12 septembre 1900, l'écrivain et poète  Marcel Schwob qu'elle a rencontré en 1895 auquel l'unit une passion dont témoigne une extraordinaire correspondance conservée à la bibliothèque municipale de Nantes. Malade, Schwob meurt en 1905 à l'âge de 37 ans.

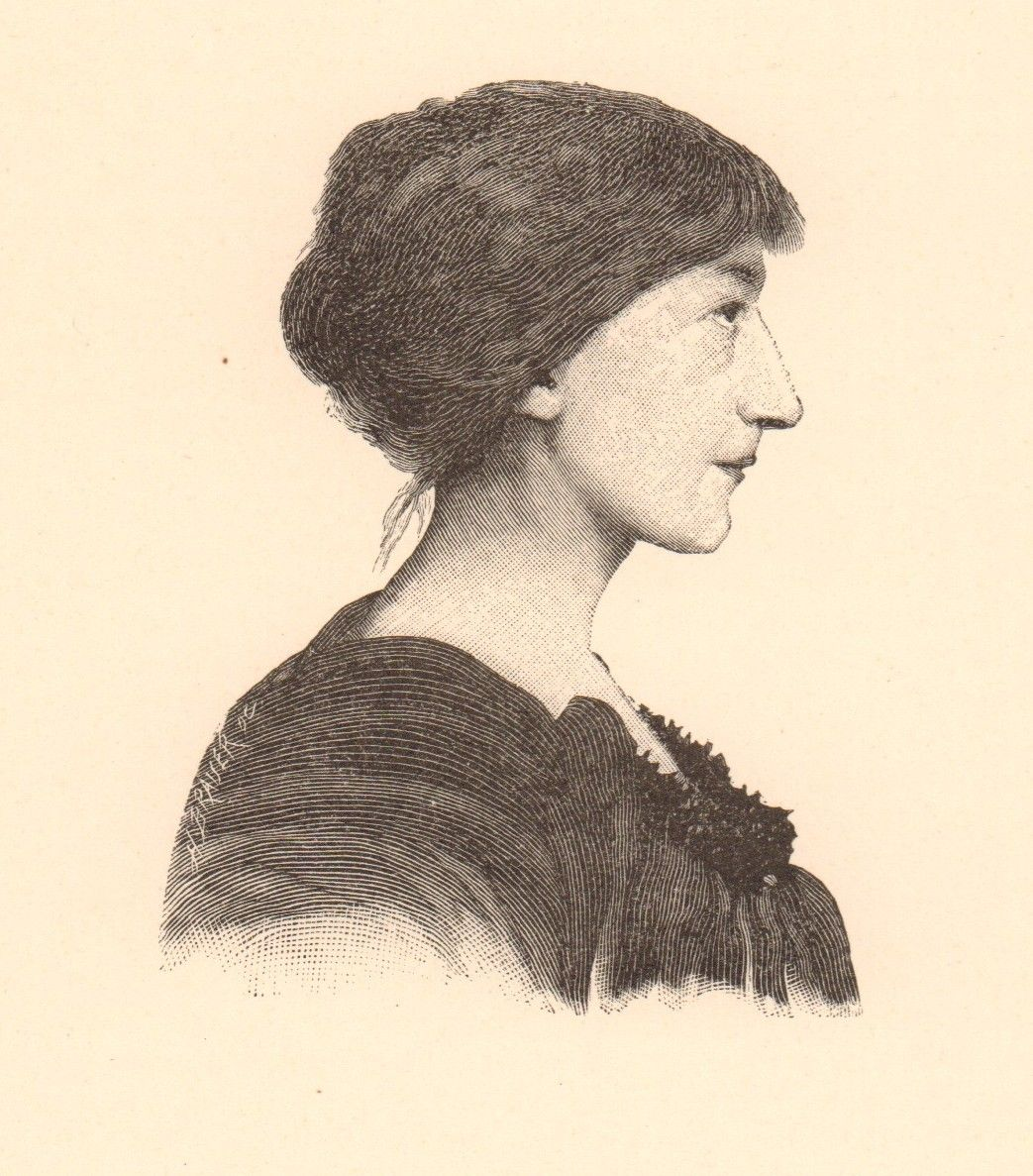
Marguerite Moreno,
Album Mariani, 1896.

En 1903, Marguerite Moreno quitte la Comédie-Française et rejoint le théâtre de Sarah Bernhardt, puis plus tard le théâtre Antoine. Pendant sept ans, elle dirige à Buenos Aires la section française du conservatoire. Quand éclate la Première Guerre mondiale, elle s'active à l'hôpital militaire de Nice. Elle s'est remariée en 1908 avec l'acteur Jean Daragon mais elle perd son second époux au début des années 1920. Dès 1915, elle découvre le cinéma et, pendant la période du muet, elle joue notamment dans Vingt Ans après d'Henri Diamant-Berger où elle campe la reine Anne d'Autriche « sous un maquillage plâtreux, yeux cernés, bouche en cerise » (1922), donne la réplique à Maurice Chevalier dans Gonzague et Le Mauvais Garçon du même réalisateur (1923), et figure dans Le Capitaine Fracasse d'Alberto Cavalcanti (1929). Sur les conseils de son amie l'écrivaine Colette, elle se tourne vers les rôles comiques et, en 1929, elle remporte un grand succès sur scène dans Le Sexe faible d'Édouard Bourdet ; elle y joue « une vieille comtesse slave qui, pour occuper son ennui, lève et paie les beaux garçons » (rôle qu'elle reprendra au cinéma dans la version filmée par Robert Siodmak en 1933).

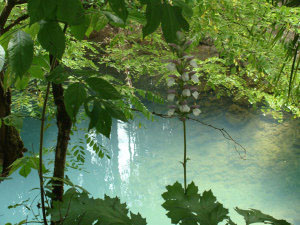
La Source bleue dans le Lot, près de laquelle était située la maison de Marguerite Moreno.

Au début de l'entre-deux-guerres, elle s'installe dans sa propriété du Lot, rénovée pour elle grâce à son cousin Pierre Moreno, un de ses proches, lui aussi comédien et souvent son partenaire). Sa carrière se partage dès lors entre théâtre et cinéma et, selon O. Barrot et  R. Chirat, « Moreno accepte tout ce qu’on lui propose. Le rire du spectateur moyen à chacune de ses apparitions lui suffit ». Elle apparait ainsi dans Un trou dans le mur de René Barberis (1930), Tout va très bien madame la marquise de Henry Wulschleger (1936), La Fessée de Pierre Caron (1937) ; mais elle est aussi dirigée, entre autres, par Raymond Bernard (Les Misérables, dans le rôle de la Thénardier, avec Harry Baur et Charles Dullin, 1934), Sacha Guitry (Faisons un rêve, Le Roman d'un tricheur et Le Mot de Cambronne en 1936, Les Perles de la couronne en 1937, Ils étaient neuf célibataires en 1939, Donne-moi tes yeux en 1943), Marcel Pagnol (Regain avec Fernandel en 1937, La Prière aux étoiles en 1941, film inachevé), Christian-Jaque (Carmen en 1942, Un revenant en 1946 avec Louis Jouvet), ou encore Claude Autant-Lara (Douce en 1943). En 1945, aux côtés de Jouvet, elle triomphe au théâtre dans le rôle d'Aurélie de La Folle de Chaillot, écrit pour elle par Jean Giraudoux. Son dernier film, L'assassin est à l'écoute, sort quelques semaines après sa mort en 1948, d'une pneumonie.
Sa maison La Source bleue à Touzac (Lot) est un domaine aujourd'hui transformé partiellement en maison d'hôte par ses héritiers.

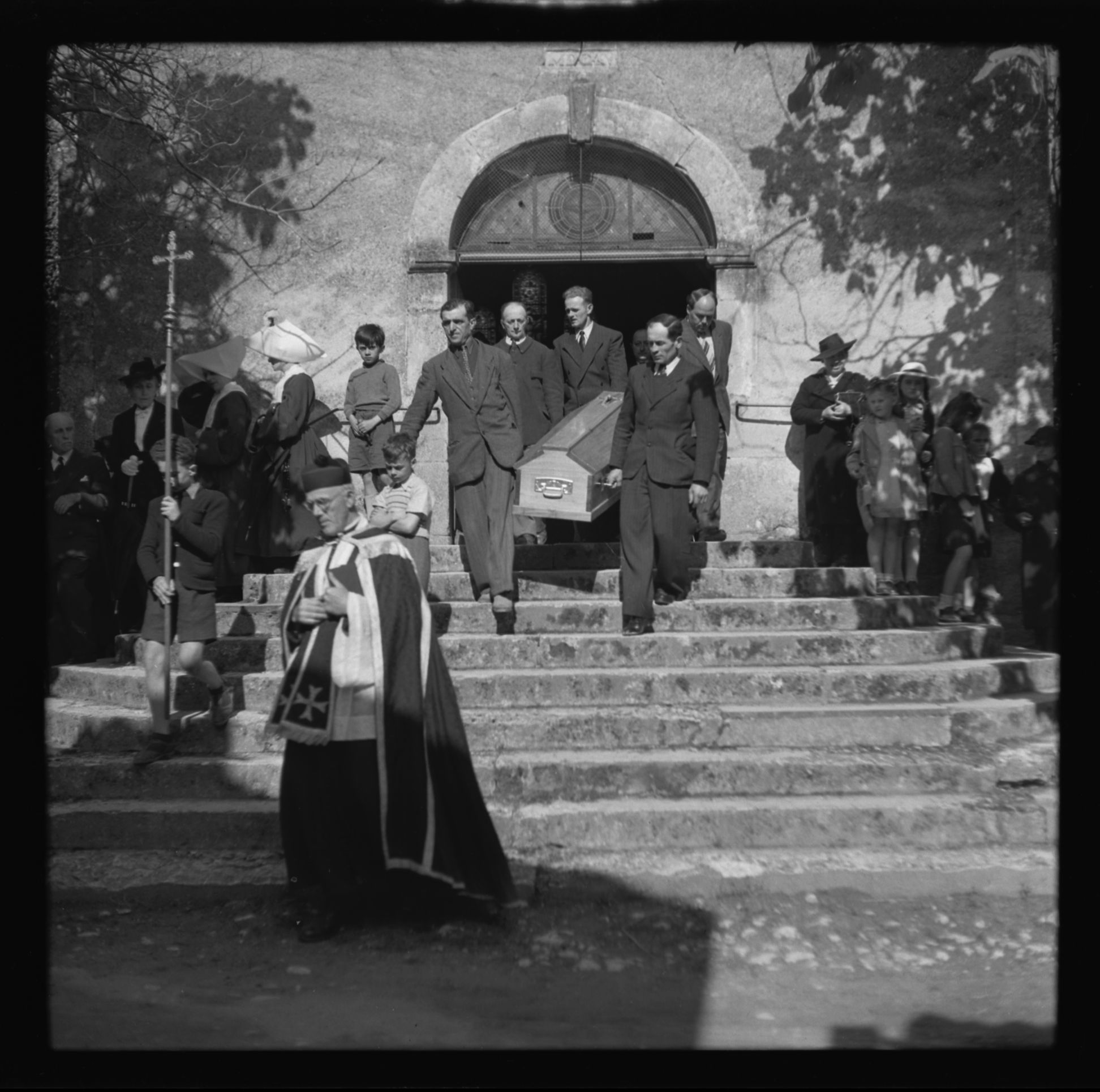
Obsèques de Marguerite Moreno à Touzac, en juillet 1948. Photographie d'André Cros, Archives de Toulouse.

Paul Valéry considérait qu'elle était la seule à savoir dire des vers et l'invitait à en réciter lors de ses cours au Collège de France. Sur elle, Paul Léautaud a écrit : « Ce soir, en écoutant Moreno dans Aricie, je pleurais tout bas… » et « On la trouve laide, on n'est pas laide avec un visage si expressif, si fin en même temps - les yeux, le nez, la bouche sont pleins d'esprit. Elle en a d'ailleurs comme rarement chez une femme. C'est la malice et la satire féminines en personne ».

## Publications
- Une Française en Argentine, fronstipice de H.S. Ciolkowski, Georges Crés éditeur, 1914.
- La Statue de sel et le bonhomme de neige : souvenirs de ma vie et quelques autres, Flammarion, 1926.
- Le Moderne savoir-vivre, Société parisienne d'édition, 1930.
- Souvenirs de ma vie, préface de Colette, introduction de Robert Kemp, Éditions de Flore, 1948.

## Filmographie

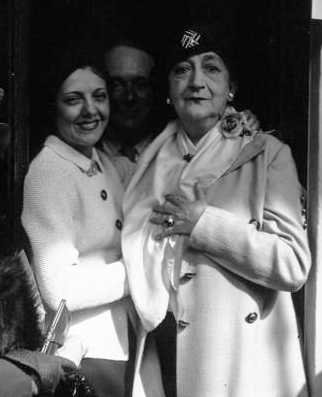
Suzy Vernon et Marguerite Moreno (1934), photographie de l'agence Meurisse.

- 1911 : Un marié qui se fait attendre de Louis Gasnier
- 1915 : Debout les morts ! de Henri Pouctal, Léonce Perret et André Heuzé
- 1916 : Paris pendant la guerre de Henri Diamant-Berger
- 1922 : Vingt Ans après d'Henri Diamant-Berger : la reine Anne d'Autriche
- 1922 : Le Mauvais Garçon d'Henri Diamant-Berger : la mère
- 1923 : Gonzague d'Henri Diamant-Berger : Madame Durand
- 1923 : L'Accordeur d'Henri Diamant-Berger, court métrage sonorisé en 1933
- 1924 : L'Emprise d'Henri Diamant-Berger
- 1929 : Le Capitaine Fracasse d'Alberto Cavalcanti
- 1930 : Paris la nuit d'Henri Diamant-Berger
- 1930 : Paramount on Parade de Charles de Rochefort
- 1930 : Cendrillon de Paris de Jean Hémard
- 1930 : Un trou dans le mur de René Barberis
- 1930 : Chérie de Louis Mercanton
- 1930 : Dans une île perdue d'Alberto Cavalcanti
- 1930 : Amies de pension (anonyme) court métrage
- 1930 : Bouton d'avril (anonyme) court métrage
- 1930 : Ce qu'on dit, ce qu'on pense (anonyme) court métrage
- 1930 : Elle veut faire du cinéma d'Henry Wulschleger, court métrage
- 1930 : Cinopolis de José-Maria Castellvi et Francisco Elias (version espagnole du film précédent)
- 1930 : El mejor es reir de E. W. Emo et Florián Rey
- 1930 : Le Sexe fort (anonyme)
- 1931 : À mi-chemin du ciel d'Alberto Cavalcanti
- 1931 : Marions-nous de Louis Mercanton : Mme Marshall
- 1931 : Miche de Jean de Marguenat
- 1931 : Sola de Henri Diamant-Berger : Ellane
- 1931 : Conférence sur la beauté de Louis Mercanton, court métrage
- 1931 : Un joli succès de Louis Mercanton, court métrage
- 1931 : La Peur des histoires (anonyme) court métrage
- 1931 : Le Dandy masqué d'André Chotin, court métrage
- 1931 : Le Mille pattes de Jean de Marguenat, court métrage
- 1931 : La Tournée Verdure d'André E. Chotin, court métrage
- 1932 : Le Cordon bleu de Karl Anton
- 1932 : Le Chasseur de chez Maxim's de Karl Anton
- 1932 : Cognasse de Louis Mercanton
- 1932 : Mon cœur balance de René Guissart
- 1932 : La Poule de René Guissart
- 1932 : Une petite bonne sérieuse de Richard Weisbach et Marguerite Viel, court métrage
- 1932 : L'Agence O'Kay d'André E. Chotin, court métrage
- 1932 : Madame Salamandre, voyante de Jean Margueritte, court métrage
- 1933 : Rien que des mensonges de Karl Anton
- 1933 : Paris-Deauville de Jean Delannoy : la duchesse de Latour Lupé
- 1933 : Pour être aimé de Jacques Tourneur
- 1933 : Primerose de René Guissart
- 1933 : Le Sexe faible de Robert Siodmak : la comtesse Polacchi
- 1934 : Casanova de René Barberis
- 1934 : Les Misérables de Raymond Bernard ; film en 3 époques : Une tempête sous un crâne, Les Thénardier et Liberté, liberté chérie : La Thénardier
- 1934 : L'Aristo d'André Berthomieu
- 1934 : La Reine de Biarritz de Jean Toulout
- 1934 : Voilà Montmartre de Roger Capellani
- 1934 : Pierrot mon ami de Jaquelux, court métrage
- 1935 : Bourrachon de René Guissart
- 1935 : Les dieux s'amusent de Reinhold Schünzel et Albert Valentin
- 1935 : Jim la Houlette d'André Berthomieu
- 1935 : Train de plaisir de Léo Joannon
- 1935 : La Marraine de Charley de Pierre Colombier
- 1936 : Tout va très bien madame la marquise d'Henry Wulschleger : la marquise de Ploevic
- 1936 : Le Coupable de Raymond Bernard
- 1936 : Faisons un rêve de Sacha Guitry
- 1936 : Le Roman d'un tricheur de Sacha Guitry
- 1936 : Le Mot de Cambronne de Sacha Guitry, court métrage
- 1936 : Mes tantes et moi d'Yvan Noé
- 1936 : Jeunes Filles de Paris de Claude Vermorel
- 1936 : Radio de Maurice Cloche, court métrage
- 1937 : Boulot aviateur de Maurice de Canonge : Cléopâtre de la Béraudie
- 1937 : Ces dames aux chapeaux verts de Maurice Cloche
- 1937 : Gigolette d'Yvan Noé
- 1937 : La Dame de pique de Fedor Ozep
- 1937 : La Fessée de Pierre Caron
- 1937 : Quatre Heures du matin de Fernand Rivers
- 1937 : Regain de Marcel Pagnol
- 1937 : Les Perles de la couronne, film de Sacha Guitry et Christian-Jaque, rôle de Catherine de Médicis
- 1938 : L'Accroche-cœur de Pierre Caron
- 1938 : Les Femmes collantes de Pierre Caron
- 1938 : Barnabé d'Alexander Esway
- 1938 : La Chaleur du sein de Jean Boyer
- 1938 : Eusèbe député d'André Berthomieu
- 1938 : J'étais une aventurière de Raymond Bernard
- 1938 : La Route enchantée de Pierre Caron
- 1938 : Le Danube bleu d'Emil-Edwin Reinert
- 1938 : Derrière la façade de Georges Lacombe et Yves Mirande
- 1939 : Ils étaient neuf célibataires de Sacha Guitry
- 1939 : Le Château des quatre obèses d'Yvan Noé
- 1939 : Jeunes Filles en détresse de Georg Wilhelm Pabst : Madame Vuilliard
- 1939 : Ma tante dictateur de René Pujol
- 1939 : En correctionnelle de Marcel Aboulker, court métrage
- 1940 : Les Surprises de la radio de Marcel Paul
- 1941 : L'Étrange Suzy de Pierre-Jean Ducis
- 1941 : La Sévillane d'André Hugon
- 1941 : La Prière aux étoiles de Marcel Pagnol (film resté inachevé)
- 1942 : Le Camion blanc de Léo Joannon
- 1942 : Secrets de Pierre Blanchar
- 1942 : Carmen de Christian-Jaque
- 1943 : La Collection Ménard de Bernard Roland
- 1943 : Donne-moi tes yeux de Sacha Guitry
- 1943 : Douce de Claude Autant-Lara
- 1946 : Les Malheurs de Sophie de Jacqueline Audry
- 1946 : L'Idiot de Georges Lampin
- 1946 : Un revenant de Christian-Jaque
- 1947 : Chemins sans loi de Guillaume Radot
- 1947 : Rendez-vous à Paris de Gilles Grangier
- 1947 : L'Éventail d'Emil-Edwin Reinert
- 1947 : Les jeux sont faits de Jean Delannoy
- 1948 : L'assassin est à l'écoute de Raoul André

## Théâtre
- 19 avril 1890 : L'Infidèle de Georges de Porto-Riche, théâtre d'Application
- 1903 : Les Phéniciennes de Georges Rivollet d'après Euripide, théâtre antique d'Orange : Ménoecée
- 1903 : La Légende du cœur de Jean Aicard, théâtre Sarah-Bernhardt
- 1903 : Le Dieu vert d'Albert Keim, théâtre Sarah-Bernhardt : le Dieu vert
- 1903 : La Sorcière de Victorien Sardou, théâtre Sarah-Bernhardt : Afrida
- 1906 : Equivoque de Natalie Barney
- 1907 : Les Ames ennemies de Paul-Hyacinthe Loyson, théâtre Antoine : Madeleine Servan
- 1913 : Le Phalène d'Henry Bataille, théâtre du Vaudeville : Éléonore de Hongrie
- 1920 : Athalie de Racine, théâtre Sarah-Bernhardt : Josabeth
- 1920 : Le Courrier de Lyon d'Émile Moreau, Paul Siraudin et Alfred Delacour, théâtre de la Porte-Saint-Martin : Jeanne
- 1921 : La Bataille de Pierre Frondaie d'après Claude Farrère, mise en scène Firmin Gémier, théâtre Antoine : la nourrice
- 1922 : La Dernière Nuit de Don Juan d'Edmond Rostand, théâtre de la Porte-Saint-Martin
- 1922 : La Bouquetière des innocents d'Anicet Bourgeois et Ferdinand Dugué, théâtre de la Porte-Saint-Martin : Marie de Médicis
- 1923 : Le Phénix de Maurice Rostand, théâtre de la Porte-Saint-Martin : l'impératrice
- 1926 : Chipée ! d'Alex Madis, théâtre de l'Avenue
- 1927 : L'Enfant de cœur de René Fauchois, mise en scène René Rocher, Comédie-Caumartin : Ida de Saint-Herbland
- 1927 : Mauvais ange d'André Birabeau, mise en scène René Rocher, Comédie-Caumartin : Chipette
- 1927 : Ventôse de Jacques Deval, mise en scène René Rocher, Comédie-Caumartin : Jeanne Lechénault
- 1928 : Le Cercle de William Somerset Maugham, mise en scène Lucien Rozenberg, théâtre des Ambassadeurs
- 1929 : L'Homme de joie de Paul Géraldy et Robert Spitzer, théâtre de la Madeleine : Florence
- 1929 : Le Train fantôme d'Arnold Ridley, mise en scène Madeleine Geoffroy, théâtre de la Madeleine
- 1929 : Dans la rue d'après Street Scene d'Elmer Rice, adaptation Francis Carco, théâtre de l'Apollo
- 1929 : Le Sexe faible d'Édouard Bourdet, théâtre de la Michodière
- 1931 : Bluff de Georges Delance, théâtre des Variétés : la marquise
- 1933 : Le Cercle de William Somerset Maugham, mise en scène Lucien Rozenberg, théâtre des Ambassadeurs
- 1934 : La Revue des Variétés revue de Rip, mise en scène Edmond Roze, théâtre des Variétés
- 1936 : Le Mot de Cambronne de et mise en scène Sacha Guitry, théâtre de la Madeleine : Mme Mary Cambronne
- 1937 : V'la le travail revue de Rip, théâtre des Nouveautés
- 1945 : La Folle de Chaillot de Jean Giraudoux, mise en scène Louis Jouvet, théâtre de l'Athénée : Aurélie, la folle de Chaillot

### Carrière à la Comédie-Française
- 18 décembre 1890 : Egine dans Iphigénie de Jean Racine
- 26 septembre 1890 : la reine dans Ruy Blas de Victor Hugo
- 19 avril 1891 : Céphise dans Andromaque de Jean Racine
- 15 mai 1891 : Bertrade dans Grisélidis de Paul-Armand Silvestre et Eugène Morand
- 19 juillet 1891 : Junie dans Britannicus de Racine
- 22 août 1891 : Dona Sol dans Hernani de Victor Hugo
- 27 avril 1892 : Bianca dans Par le glaive de Jean Richepin
- 28 avril 1892 : Zacharie dans Athalie de Racine
- 7 juillet 1892 : Orsola dans Par le glaive de Jean Richepin
- 26 août 1893 : Armande dans Les Femmes savantes de Molière
- 21 décembre 1893 : Phénice dans Bérénice de Racine
- 21 mai 1894 : sœur Gudule dans Le Voile de Georges Rodenbach
- 18 juillet 1894 : Cléone dans Andromaque de Jean Racine
- 1895 : Mithridate de Jean Racine : Monime
- 1896 : Le Misanthrope de Molière : Eliante
- 1899 : Othello de William Shakespeare : Bianca
- 1899 : La Douceur de croire de Jacques Normand : Jeanne
- 1900 : Andromaque de Jean Racine : Andromaque
- 1902 : Ruy Blas de Victor Hugo : la Reine
- 1902 : Phèdre de Jean Racine : Phèdre

## Discographie
- " Les Goussepains"(Jean Richepin),"la Mort du pélican"(A.de Musset),"le Martin-pêcheur"(Rosemonde Gérard)disque 78 tours, double face, Polydor n°561002, édition posthume ,1948."La Marseillaise" (Rouget de Lisle), Mademoiselle Moreno de la Comédie Française, disque simple face Zon-O-Phone no 12160, 17 cm de diamètre, janvier-février 1903
- "L'âne et le petit chien" (La Fontaine), Mademoiselle Moreno de la Comédie Française, disque simple face Zon-O-Phone no 12162, 17 cm de diamètre, janvier-février 1903